# Dorymyrmex bicolor
Dorymyrmex bicolor es una especie de hormiga en la subfamilia Dolichoderinae. Dorymyrmex bicolor era conocida recientemente como Conomyrma bicolor pero ha sido rebautizado como Dorymyrmex bicolor. Dorymyrmex bicolor  tiene un pecíolo de un solo segmento y un orificio en forma de hendidura que libera compuestos químicos. Esta hormiga no tiene la capacidad de picar. Dorymyrmex bicolor se encuentra principalmente en regiones áridas desérticas en América Central y del Sur y el suroeste de los Estados Unidos.

## Uso de herramientas
Dorymyrmex bicolor interactúa regularmente con tres especies diferentes de Myrmecocystus, otro género de hormigas. Entre los dos géneros de hormigas, en la región suroeste, hay mucha superposición de fuentes de alimento y espacio entre Dorymyrmex bicolor y Myrmecocystus. Las hormigas Myrmecocystus secretan una sustancia de su glándula venenosa en una fuente de alimento que encuentran para repeler otras hormigas. Dorymyrmex bicolor exhibe un tipo diferente de comportamiento de interferencia. Las obreras de Dorymyrmex bicolor rodean la entrada a un nido de Myrmecocystus y arrojan piedras y otros objetos por la entrada en un intento de bloquearla. Se ha observado que hasta 10 a 30 obreras de Dorymyrmex bicolor arrojan piedras en un nido opuesto, pero solo se requieren 5 obreras para arrojar piedras y otros objetos pequeños a una velocidad eficiente que afecta al nido de Myrmecocystus. El número de obreras de Dorymyrmex bicolor en un área tiene un efecto reductor en el número de obreras de Myrmecocystus en un área, a veces con efectos drásticos.

## Distribución
El rango conocido de Dorymyrmex bicolor se extiende desde el suroeste de los Estados Unidos (California, Texas, Arizona, Nuevo México y Oklahoma), el norte y el sur de México (incluida Baja California), El Salvador, Guatemala, Belice, Perú, Honduras. , y algunas naciones insulares del Caribe (es decir, Jamaica).

## Comportamiento
Dorymyrmex bicolor tiene un comportamiento centrado principalmente en la búsqueda de alimento, por lo que se sabe que influyen en las tasas de germinación y distribución de semillas en las plantas.
Se mueven rápidamente y están activos desde temprano hasta el final de la tarde. Construyen nidos en forma de cráter hechos de arena fina, ya que viven principalmente en áreas desérticas, aunque pueden vivir en áreas con niveles más altos de humedad.